# Christina Paulhofer
Christina Paulhofer (* 4. April 1969 in Bukarest) ist eine deutsche Regisseurin.

## Leben
Christina Paulhofer flüchtete mit ihrer Mutter 1975 aus Rumänien. Ihr Vater Peter Paulhofer, ein in Rumänien berühmter deutschstämmiger Schauspieler, blieb alleine in Bukarest zurück. Er erhielt dort nach der Flucht seiner Frau und seiner Tochter Berufsverbot.
Christina Paulhofer wuchs in Röthenbach an der Pegnitz auf und studierte nach dem Abitur zunächst Germanistik und Kunstgeschichte, bevor sie ein Filmregiestudium in Paris anschloss. Noch als Studentin der Pariser Filmakademie inszenierte sie 1996 am Schauspielhaus Bochum Blick zurück im Zorn von John Osborne. Dem Bochumer Schauspielhaus blieb sie auch in den nachfolgenden Jahren eng verbunden und brachte dort u. a. die Stücke Roberto Zucco von Bernard-Marie Koltès und Groß und klein von Botho Strauß auf die Bretter. Die erfolgreichen Inszenierungen in Bochum brachten sie dann an weitere renommierte Theaterhäuser. Am Deutschen Schauspielhaus in Hamburg inszenierte sie 1999 die Uraufführung des Stückes Täter von Thomas Jonigk. Eine weitere Uraufführung war das Stück Klaras Verhältnisse von Dea Loher am Wiener Burgtheater. Am Schauspielhaus Zürich inszenierte sie das Stück Rave von Rainald Goetz und am Akademietheater des Burgtheaters Frühlings Erwachen von Frank Wedekind. Die Münchner Kammerspiele waren Premierenort für das Stück Salinger von Koltès. Ihren ersten großen Klassiker inszenierte sie mit Macbeth von William Shakespeare 2002 an der Schaubühne am Lehniner Platz in Berlin. Ebenso an der Schaubühne inszenierte sie Phaidras Liebe von Sarah Kane und die Herzogin von Malfi von John Webster. 2013 inszenierte sie im Schauspielhaus Bochum eine von Publikum und Presse begeistert aufgenommene Version von Liliom – mit einer Kombination von Streetart, Autoscootern und Bühnenmaschinerie. Die Uraufführung von Oliver Schmaerings Big Republic inszenierte sie 2015 am Theater Rampe in Stuttgart. Sie lebt nach vielen Jahren in Paris heute in Berlin.